# Rudolf Svatek
Rudolf Svatek (17. říjen 1930, Plzeň – 22. listopadu 1973, Plzeň) byl český malíř a grafik.

## Život
Rudolf Svatek se narodil 17. října 1930 v rodině profesionálního hudebníka. Studoval na reálném gymnáziu na Mikulášském náměstí Plzni, kde se také učil kresbu u prof. Mariana Wagnera a malíře Jana Weniga. Vysokoškolská studia na pražské architektuře a Akademii výtvarných umění nedokončil. Nejprve pracoval jako výtvarný redaktor, poté se osamostatnil.
V počátcích tvorby se věnoval portrétní malbě (Lichvář, Pavlačová drbna, Lebky). Později se stále více zabýval grafickými technikami, pastelem a dekorativní výzdobou interiérů. V grafické tvorbě se inspiroval uměním mexických výtvarných umělců, především grafiky José Guadalupe Posada a Leopolda Méndeze. Tematicky se inspiroval zejména společenskými poměry, zvláště politickými. Ironicky komentoval i lidské charaktery. Jeho satirické kresby často napadaly zaostalost, maloměšťáctví, snobství. Svědčí o tom seriál agitačních linorytů, kde je figurální část doplněna stručným textem. Často, inspirován revoluční literaturou, vytvářel cykly grafických listů na její téma. Nejznámější je cyklus 13 linoleorytů Za život radostný na verše Vladimíra Majakovského. Pracoval pro Západočeské nakladatelství jako knižní ilustrátor, vytvářel i grafické úpravy periodik a dalších tiskovin. Zabýval se i tvorbou plakátu.
V další životní etapě se zaměřil na výtvarnou techniku pastelu. Zaujaly ho náměty o postavení člověka v přírodě a společnosti. Z tohoto období je znám výtvarný cyklus Dějiny strachu. V něm vypráví o lidské historii, zabývá vývojovými proměnami lidstva a z nich plynoucí strachy člověka obklopeného přítomností od božích a přírodních sil až po hrůzy moderní doby – viz ukázky. Z realizací pro architekturu vytvořil několik prací, působících svou nekonvenčností. Uvést lze například aradekor v restauraci Bohemia v Plzni nebo skleněnou stěnu interiéru smuteční síně v Přešticích.

## Výstavy
- 1956 Praha a Plzeň
- 1957 Plzeň, výstavní síň SČSVU (s Jiřím Kovaříkem)
- 1958 Plzeň, výstavní síň SČSVU (s Jiřím Kovaříkem)
- 1959 Plzeň, výstavní síň SČSVU (členská výstava)
- 1988 Plzeň, výstavní síň Luna
- 2001 Plzeň, Galerie klubu Esprit

## Knižní ilustrace
Výběr z nejdůležitějších ilustrovaných titulů knih:
- Zbyněk Kovanda: Stopy (1958)
- Vladimír Majakovskij: 150 000 000 (1958)
- Rudolf Kepka: Kasárna Kristova (1961)
- Bohumil Nohejl: Plzeň s příchutí hořkou, sladkou i kyselou (1965)